# 三龙镇 (盐城市)
三龙镇，是中华人民共和国江苏省盐城市大丰区下辖的一个乡镇级行政单位。

## 行政区划
三龙镇下辖以下地区：
龙王庙社区、丰富社区、斗龙社区、龙西村、龙东村、丰余村、龙南村、丰富村、下坝村、斗龙港村、前进村、斗龙村、东红村、开明村、新丰村、洋桥村、持久村、久丰村、增产村、新坍村、富强村和和平村。